# 東北法夫 (英國國會選區)
東北法夫（英語：North East Fife），英國國會蘇格蘭一郡選區，位於法夫東北部。選區設於1983年。
1983年大選，保守黨巴里·亨德森當選議員。1987年，自由黨（現自民黨）的孟澤斯·坎貝爾首次當選。2010年大選中坎貝爾以44.3%選票第五度連任。2015年議席落入蘇格蘭民族黨的斯蒂芬·金尼斯，他於2017年以兩票之差險勝連任。自民黨仍於兩年半後取回議席。